# Columbia, Missouri
Columbia (phát âm tiếng Anh: /kəˈlʌmbiə/) là một thành phố thuộc tiểu bang Hoa Kỳ Missouri. Đây là quận lỵ quận Boone và là nơi toạ lạc của đại học Missouri. Thành phố ra đời năm 1821 và là tâm của vùng đô thị Columbia bao gồm năm quận. Đây là thành phố đông dân thứ tư song phát triển nhanh nhất Missouri, với dân số ước tính 123.180 người năm 2018.
Là một thành phố đại học (college town) miền Trung Tây, Columbia nổi danh về không khí chính trị "cấp tiến", nền báo chí linh động, cùng nhiều hoạt động nghệ thuật công cộng. Việc thành lập đại học Stephens (1833), viện đại học Missouri (1839), và đại học Columbia (1851) (vây quanh vùng Downtown theo mặt đông, nam, và bắc) đã biến Columbia thành một trung tâm giáo dục. Ở tâm thành phố là 8th Street (phố thứ 8) (còn gọi là Avenue of the Columns) nối sân tứ giác Francis và Jesse Hall với tòa án quận Boone và tòa thị chính thành phố. Dù ban đầu là làng quê thuần nông, hoạt động chính ở Columbia ngày nay là nuôi dưỡng trí tuệ. Đây chưa bao giờ là một trung tâm chế biến sản xuất, ngoài giáo dục, nền kinh tế còn dựa trên chăm sóc sức khỏe, bảo hiểm và phát triển công nghệ kỹ thuật. Những công ty như Shelter Insurance, Carfax, và Slackers CDs and Games, được lập ra nơi đây. Những địa điểm và hoạt động nổi bật là hội Lịch sử Tiểu bang Missouri, bảo tàng Mỹ thuật và Khảo cổ học, và festival phim True/False thường niên.